# مناورة ييندراسيك

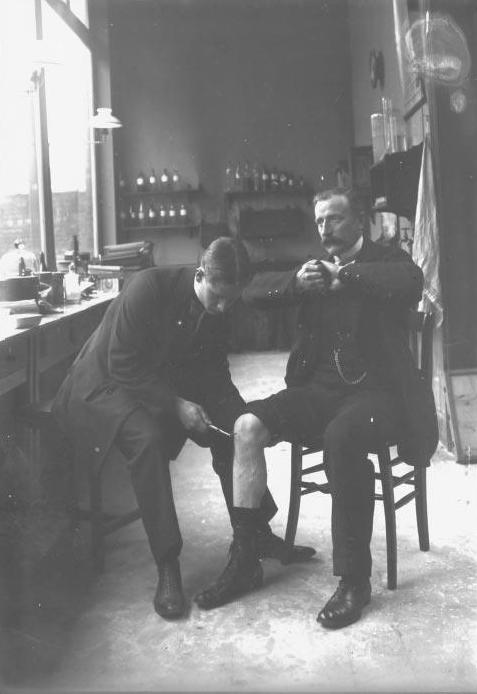
مناورة ييندراسيك لتعزيز منعكس وتر الرضفة.

مناورة ييندراسيك هي مناورة طبية يقوم فيها المريض بقرض أسنانه وثني أصابع يديه على بعضها في شكل خطاف، ثم يقو الطبيب بالطرق على الوتر الموجود أسفل الرضفة (في كلا الجانبين) بمطرقة المنعكسات ليحدث المنعكس الرضفي، يقوم الطبيب بمقارنة الاستجابة أثناء المناورة وبدونها، وغالبًا ما يُلاحظ زيادة استجابة المنعكس أثناء المناورة عن المنعكس بدونها، ذلك لأن المناورة قد تمنع المريض من التثبيط أو التأثير الواعي على استجابته للمطرقة، وقد لوحظ هذا التأثير لأول مرة في أواخر القرن التاسع عشر من قبل الطبيب المجري إرني ييندراسيك، وسُميت المناورة باسمه.